# 莫奈姆瓦夏
莫奈姆瓦夏（希臘語：Μονεμβασία）是希腊伯罗奔尼撒大区拉科尼亚专区的一个市镇，市镇的行政中心为莫拉伊镇。市镇面积为949.3平方公里，2021年人口数量为21,816人。
此市镇设立于2011年地方政府改革中，由原5个市镇合并而成，原市镇则称为新市镇的5个市区。莫奈姆瓦夏市区（即原莫奈姆瓦夏市镇）的面积为209.0平方公里，2021年人口数量为4,114人。莫奈姆瓦夏市区之下有同名社区，社区之下有同名村庄。狭义上莫奈姆瓦夏（村庄）2021年的人口数量为19人。
莫奈姆瓦夏村位于伯罗奔尼撒半岛东海岸的一个小半岛。这个半岛宽300米，长1公里，与大陆通过200米长的短堤相连。该村修建在岩石山丘的斜坡上，俯瞰海湾。中世纪城墙和许多拜占庭教堂保存至今。许多街道很窄，只宜步行。
该镇的名称来源于两个希腊语词汇mone和emvasia，意为独一门户。马尔瓦西亚酒（Malvasia）的名称则来源于该城。莫奈姆瓦夏绰号“东方直布罗陀”。 

## 地名来源
该地的名称来自希腊语（moni，“单独的”）和（emvasis，“进入”），即“只有一条进入道路的地方”。（emvasis，“进入”）来自前缀（en-，“入”）和（basis，“步、走”）。
在意大利语中，该城被称为Malvasia，来自上述希腊名称。Malvasia这个名字也被命名一种葡萄酒，即马尔瓦西亚酒，英语中该酒被称作malmsey（马姆齐甜酒）或malvoisie（马尔瓦齐酒），两个名称均来自于malvasia。

## 历史
该城和堡垒兴建于583年，建设者是因斯拉夫人和阿瓦尔人入侵希腊而来此寻求避难的人。伯罗奔尼撒半岛被入侵和占领的历史记录在在中世纪的莫奈姆瓦夏纪事中。
自从10世纪起，该城发展成为重要的海上贸易中心。1147年经受了阿拉伯人和诺曼人的入侵。1248年亚该亚侯国的威廉二世围城三年后将其夺取；1259年拜占庭皇帝米海尔八世的军队俘虏了威廉，1262年，该城作为威廉的赎金的一部分割让给拜占庭。
在1460年之前，它一直属于拜占庭帝国，是帝国总督驻地，帝国攻打法兰克人的登陆地点，马尔瓦西亚酒的主要装运港口，和地中海东部最危险的海盗巢穴之一。皇帝赋予其特权。1292年，罗杰洗劫了下城。1397年，狄奥多尔一世·帕里奥洛格斯废黜向巴耶济德一世求援的莫奈姆瓦夏当地统治者，随后由土耳其军队恢复。1419年似乎已被威尼斯占有，但很快就恢复。君士坦丁堡的沦陷后，莫奈姆瓦夏在1458年和1460年抵御苏丹穆罕默德二世的威胁，当时它成为摩瑞亚唯一剩余的领地。托马斯·帕里奥洛格斯没有力量来保卫它，将其交给苏丹，最后把它卖给教宗。
到1464年，居民发现软弱的教宗无法保护他们，接受威尼斯驻军。在威尼斯统治下，该市相当繁荣，直到1502-03年和约，它失去了耕地，粮食供应和马尔瓦西亚酒的来源。食物来自海路或土耳其的领土，在土耳其统治下，葡萄酒业冷落下来。威尼斯共和国统治该城，直到她在1540年和约中失去在希腊大陆上的最后两个领地，纳夫普利翁和莫奈姆瓦夏。那些不希望生活在土耳其统治下的居民，得到了别处的土地。奥斯曼帝国统治该城到1690年威尼斯短暂恢复统治，然后又从1715年到1821年。它在土耳其奥斯曼帝国统治期间被称为“Menekşe”（土耳其语“紫罗兰”），是伯罗奔尼撒省的一个政区中心。
第五次俄土战争期间的奥尔洛夫起义（1770年）后，该城在商业上的重要性严重下降。
1821年7月23日，希腊独立战争期间，Tzannetakis Grigorakis 的私人军队进入该市，该市从奥斯曼帝国统治下获得解放。随后许多土耳其人遭到屠杀。 
1971年，莫奈姆瓦夏通过西侧的桥梁连接希腊86号州际公路。
近年来，随着游客增长，该市的重要性有所恢复。中世纪的建筑得到修复，其中许多都变成了旅馆。

## 人口数据
| 年份 | 同名社区 | 同名市区 | 同名市镇 |
| ---- | -------- | -------- | -------- |
| 1981 | 707      | -        | -        |
| 2001 | 1,405    | 4,660    | -        |
| 2011 | 1,299    | 4,041    | 21,942   |
| 2021 | 1,626    | 4,114    | 21,816   |

## 名胜
- 索菲亚教堂
- 基督锁链广场（Christos Elkomenos）

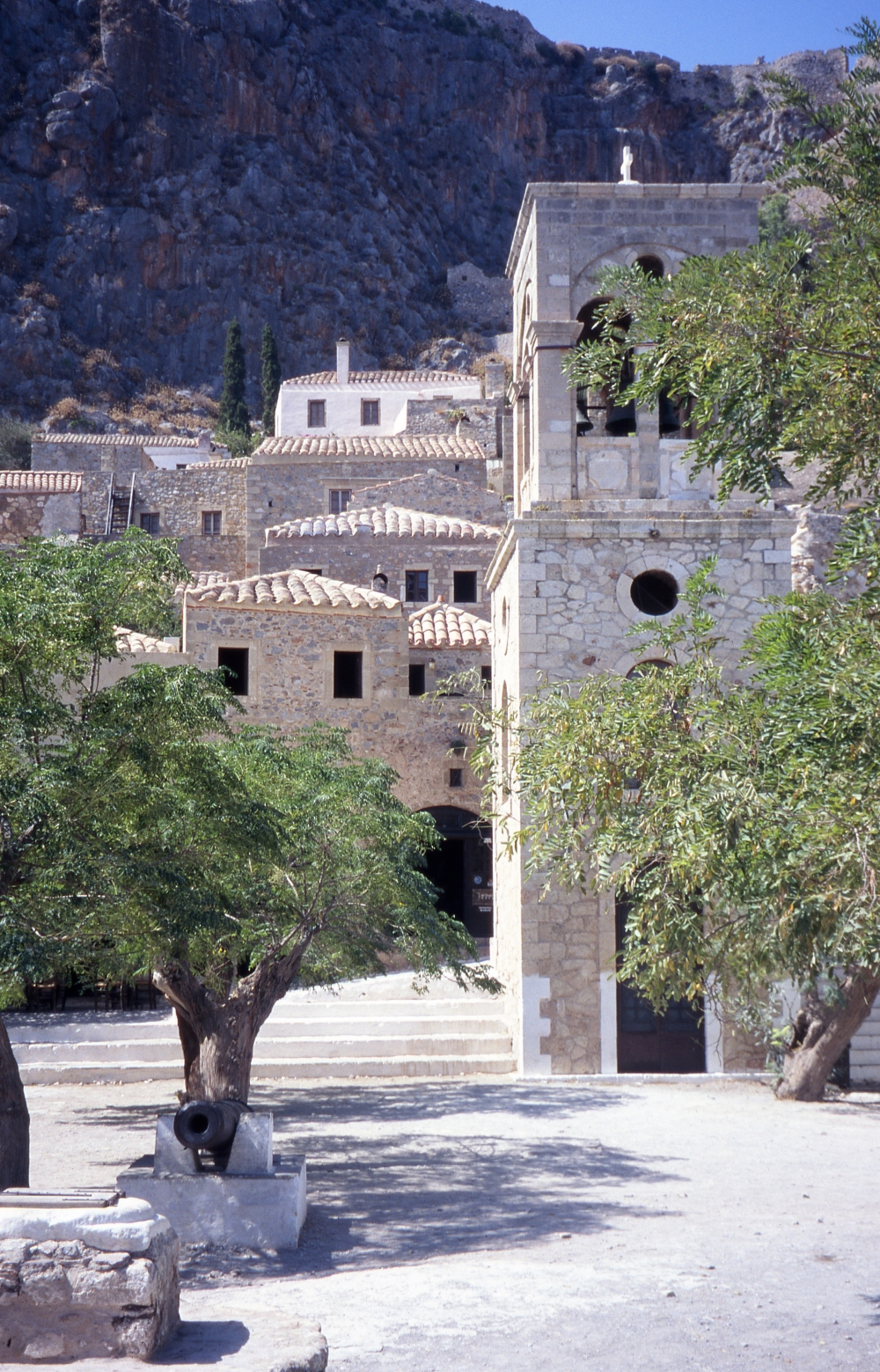
广场
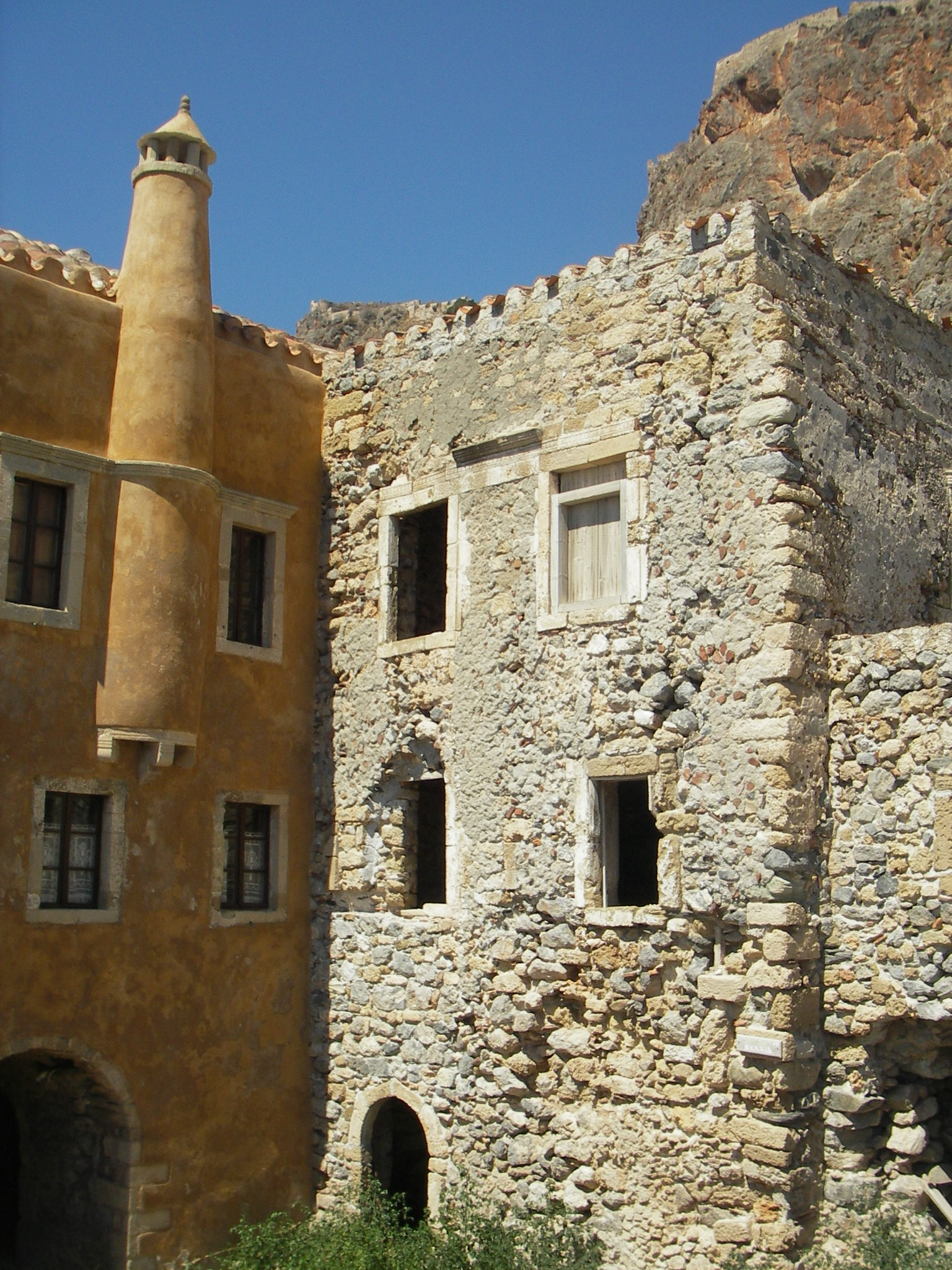
威尼斯式房屋
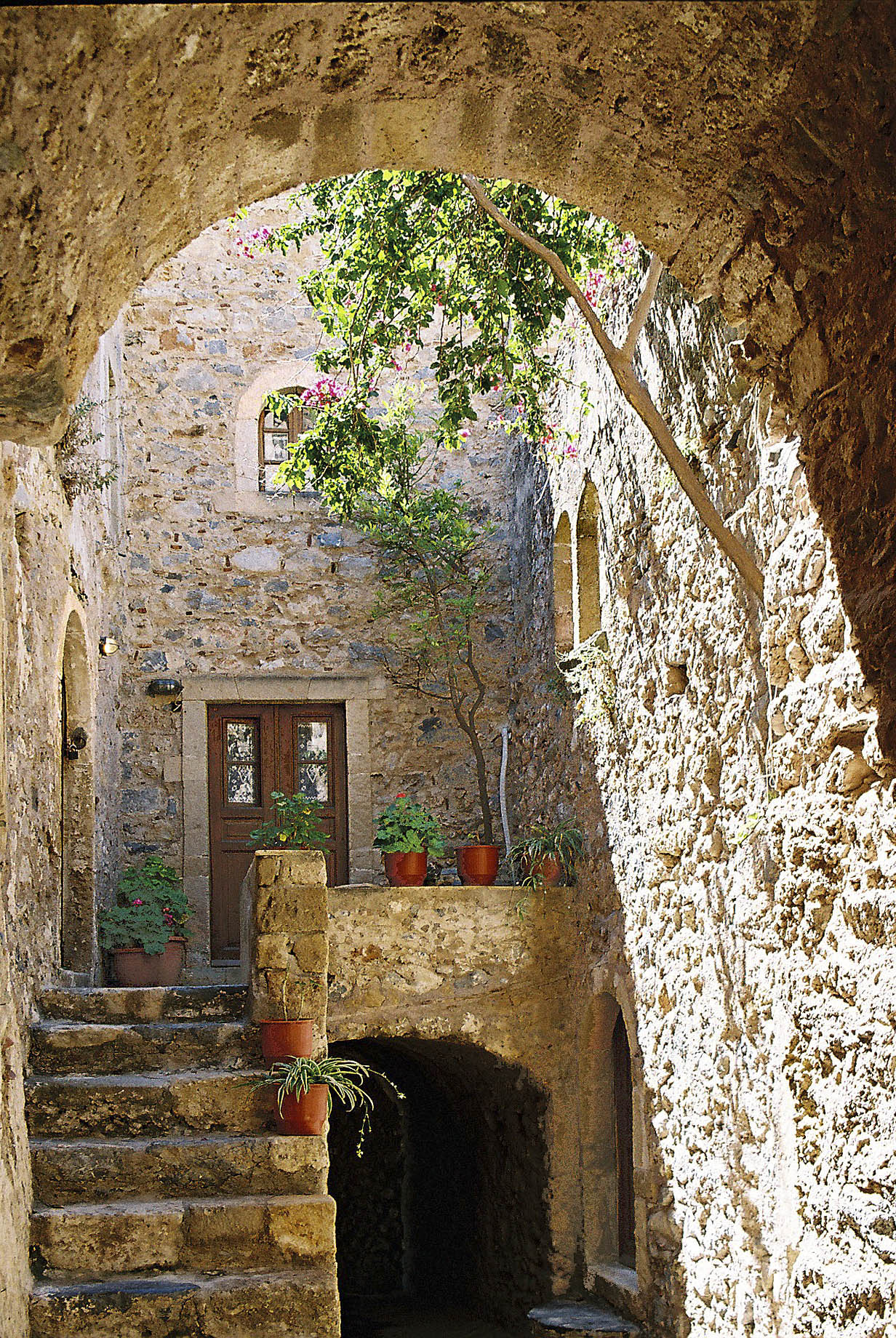
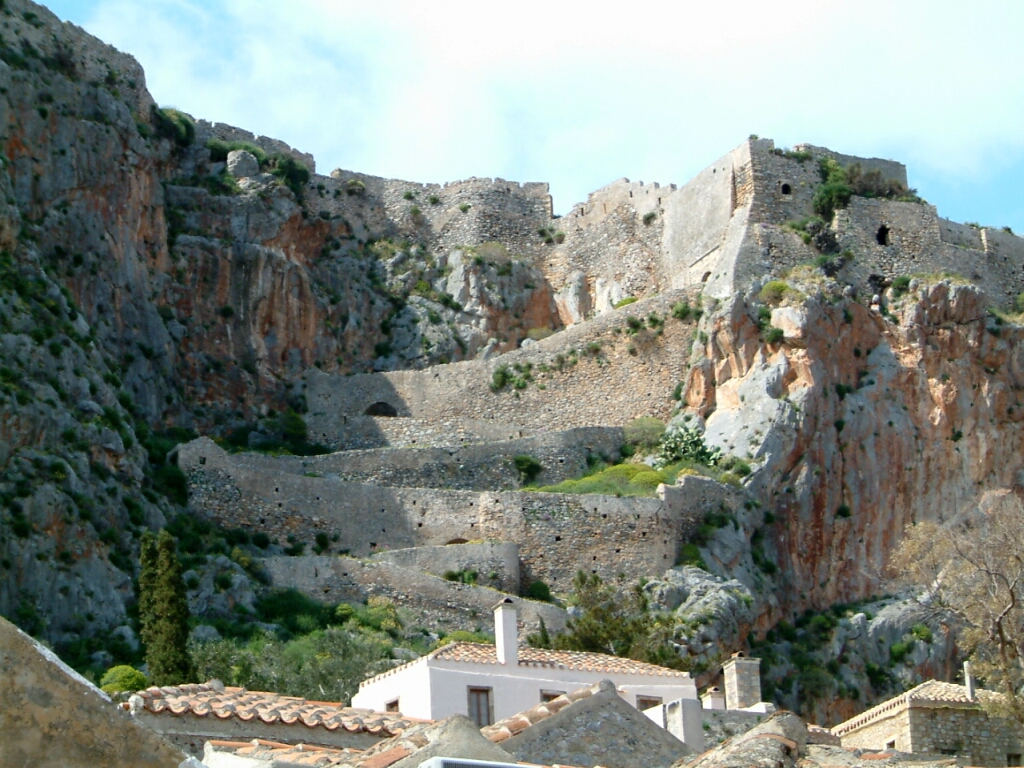
往上城的道路
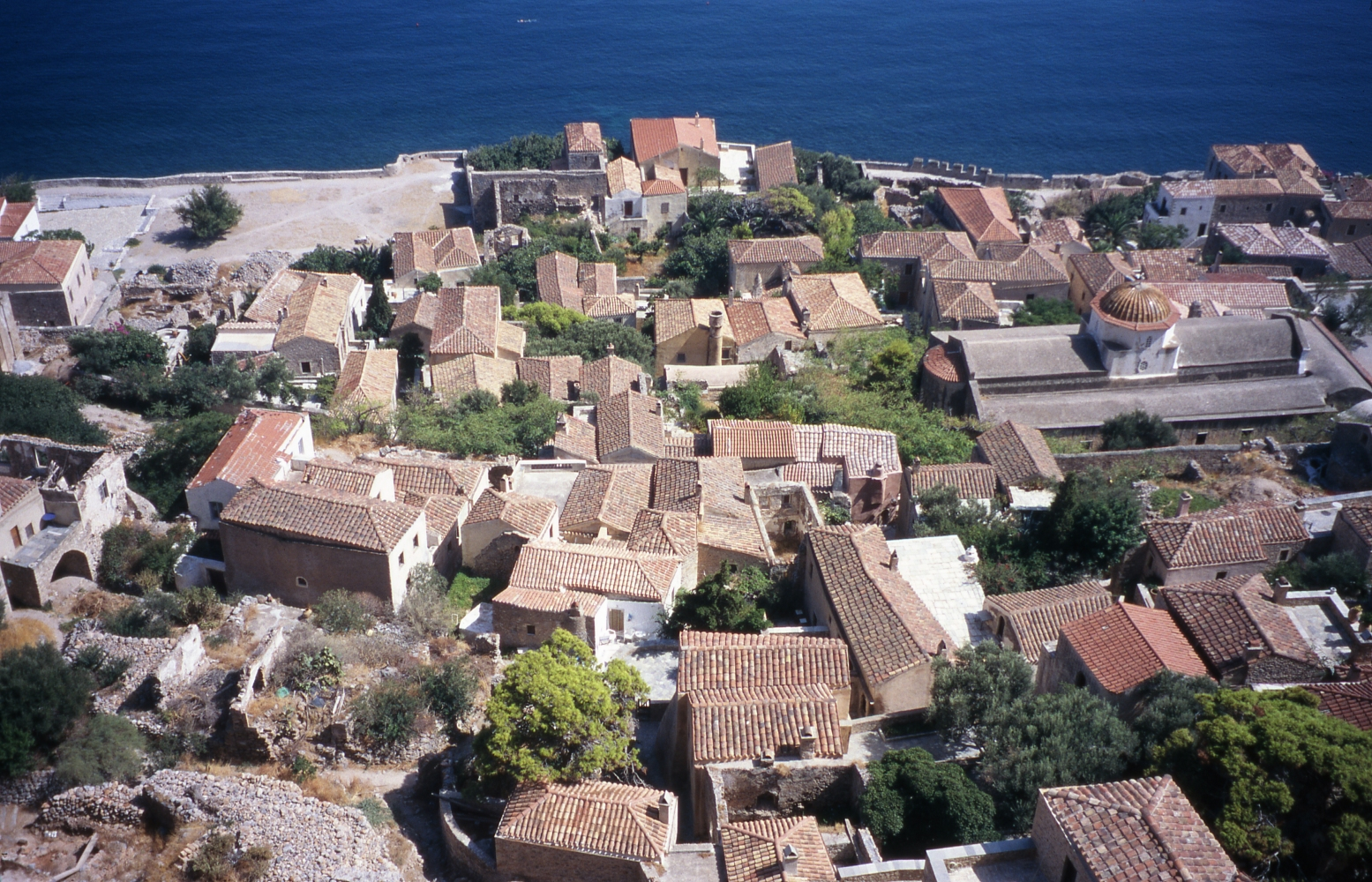
下城
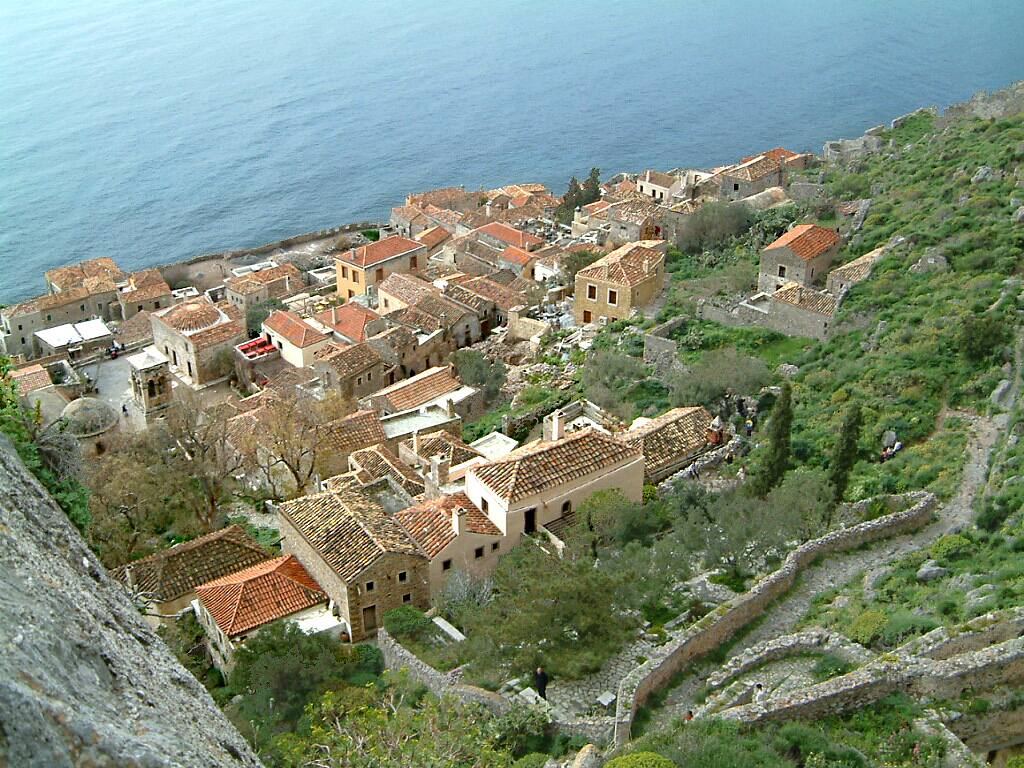
下城
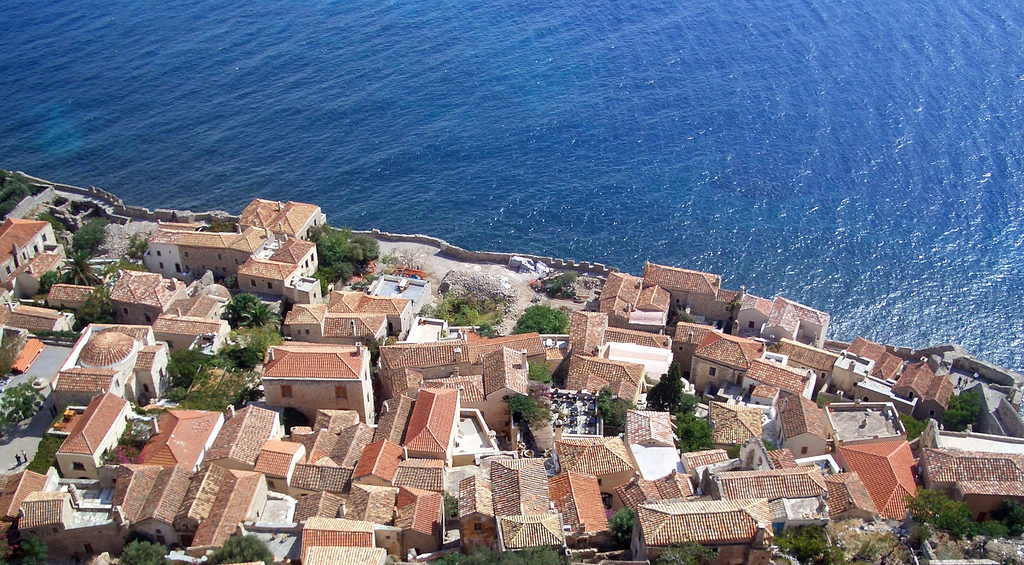
俯瞰莫奈姆瓦夏
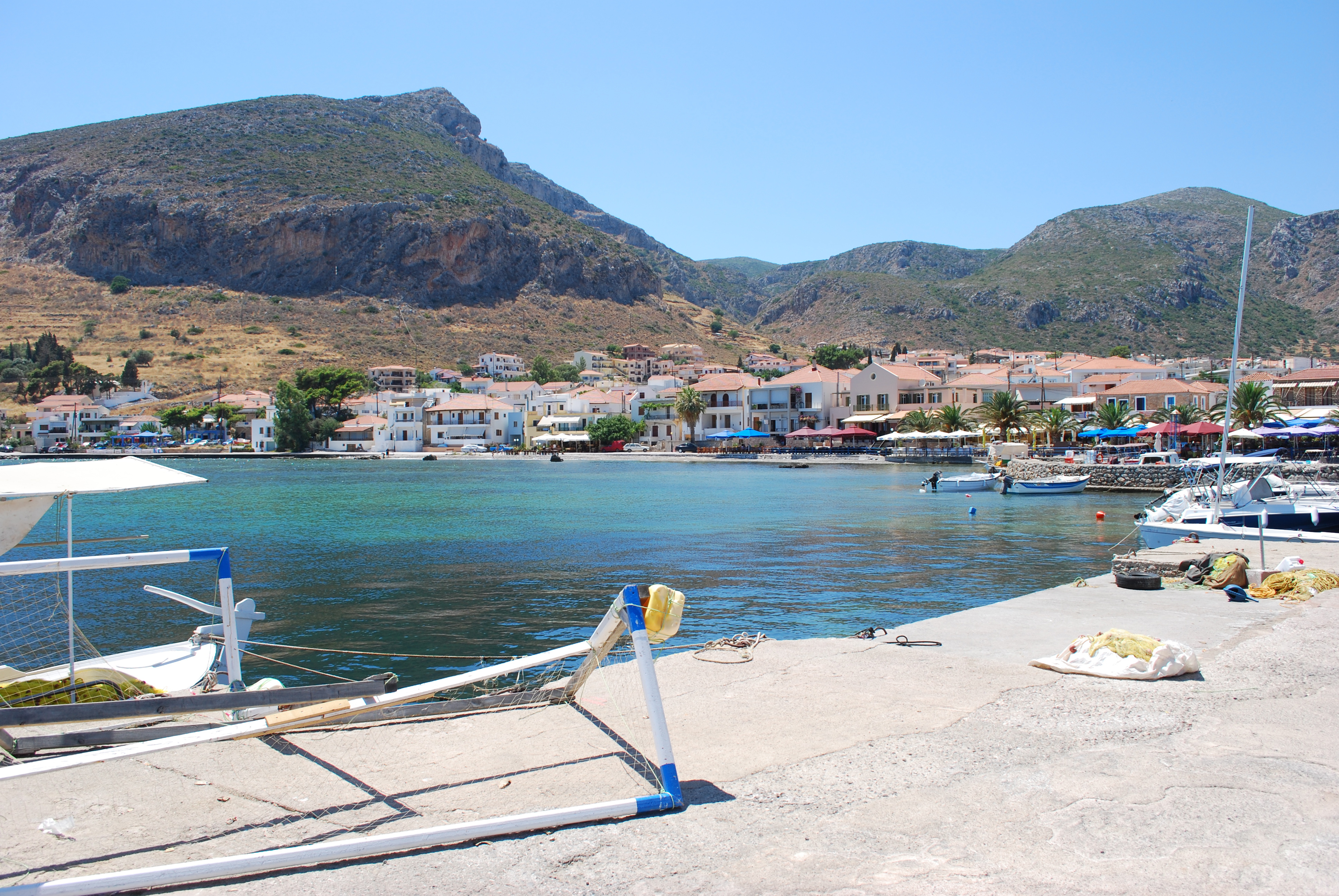
莫奈姆瓦夏港口
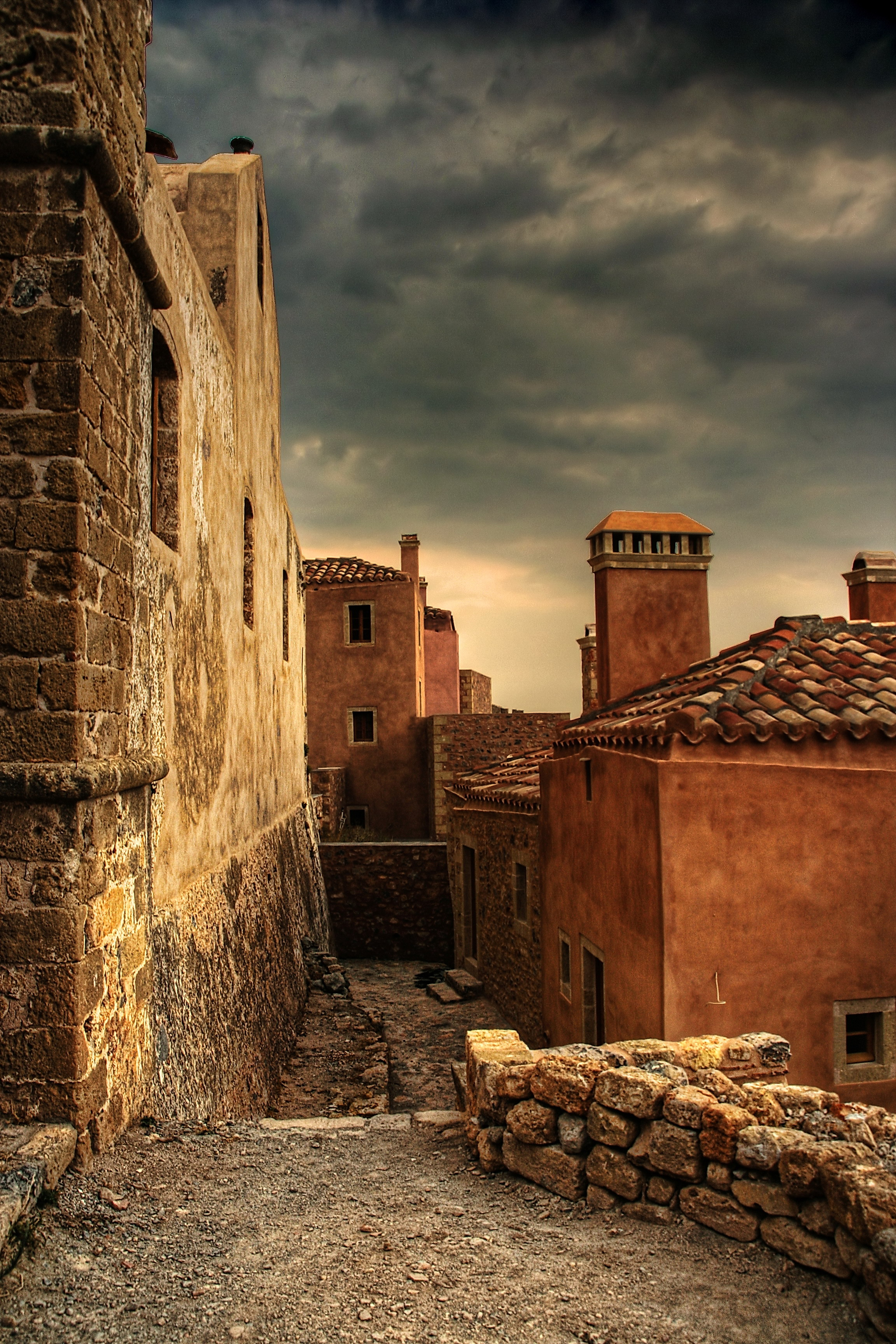
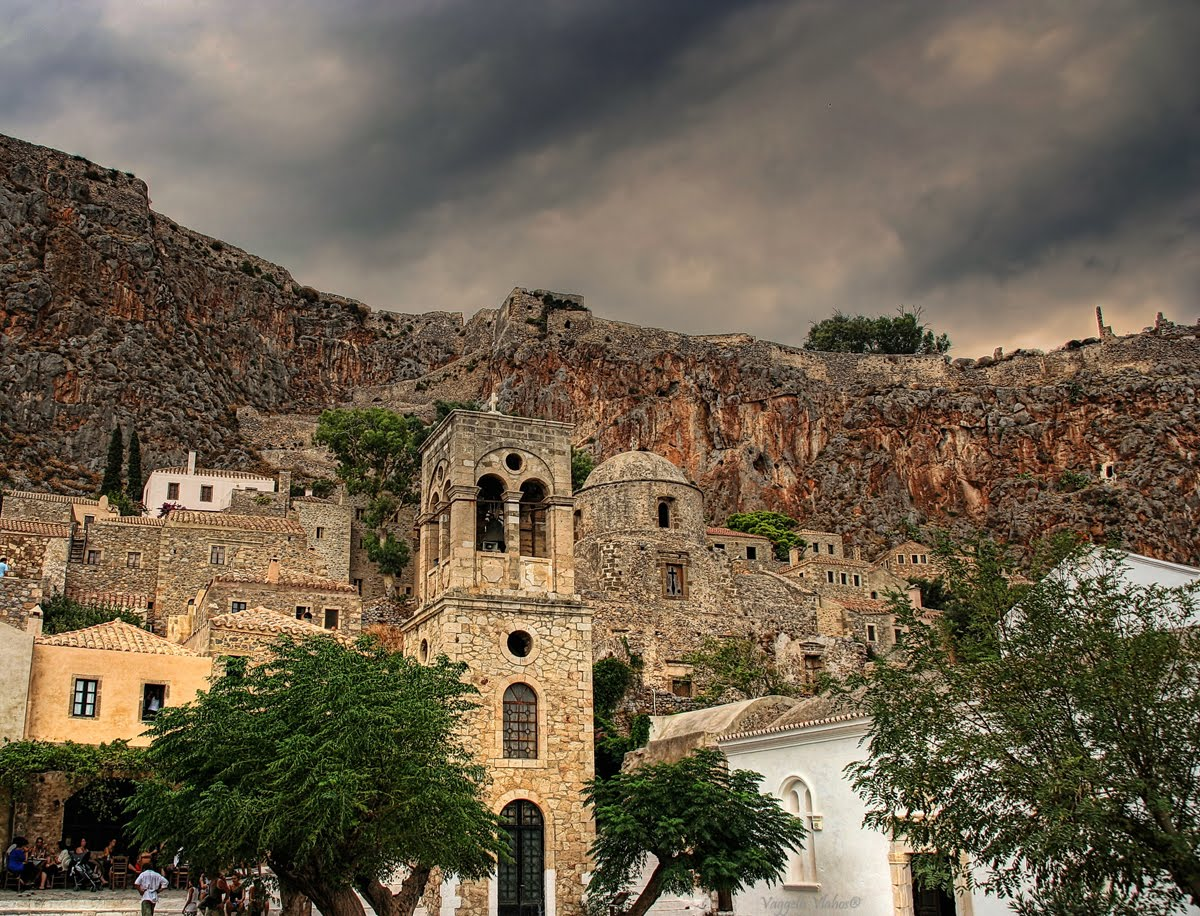
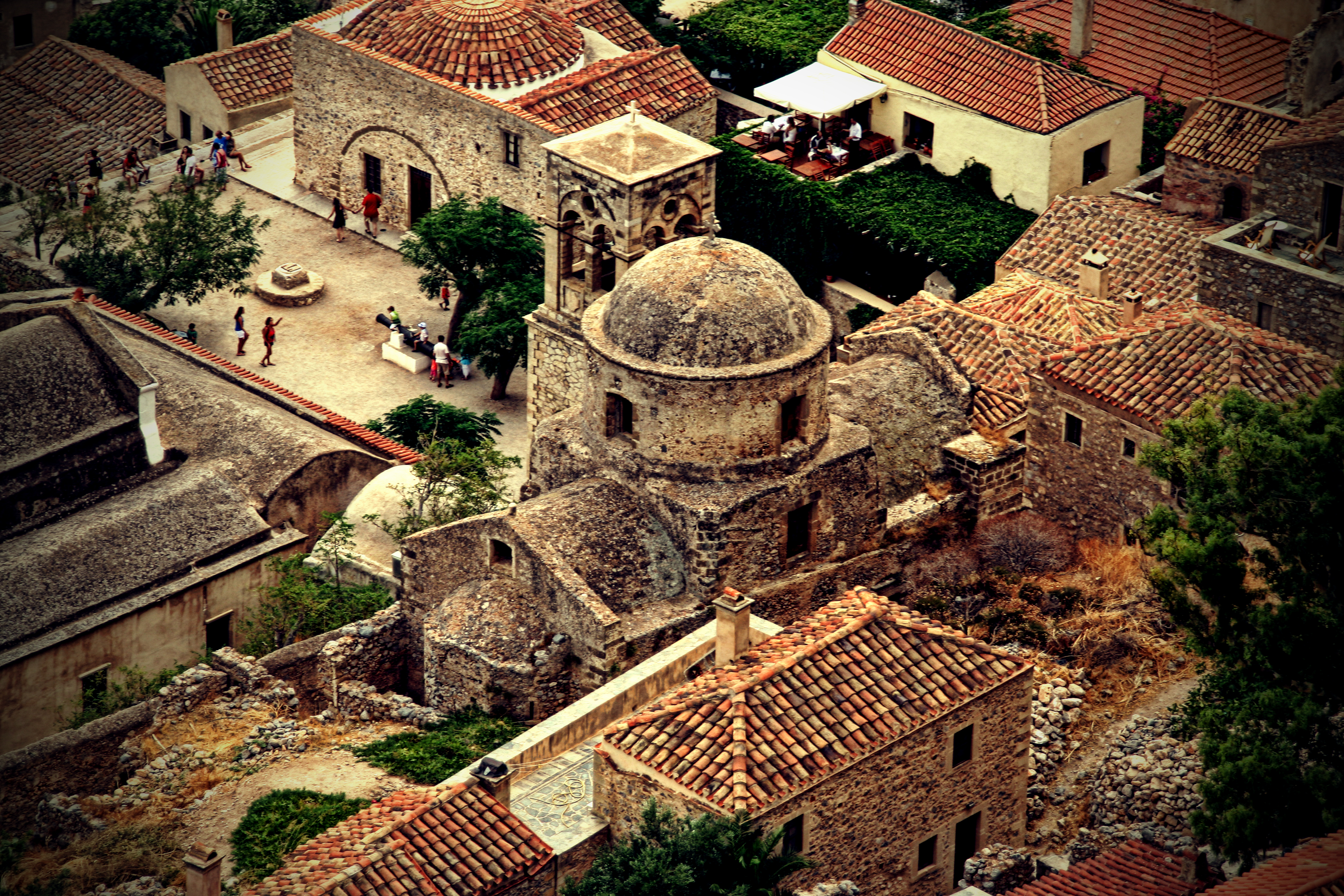
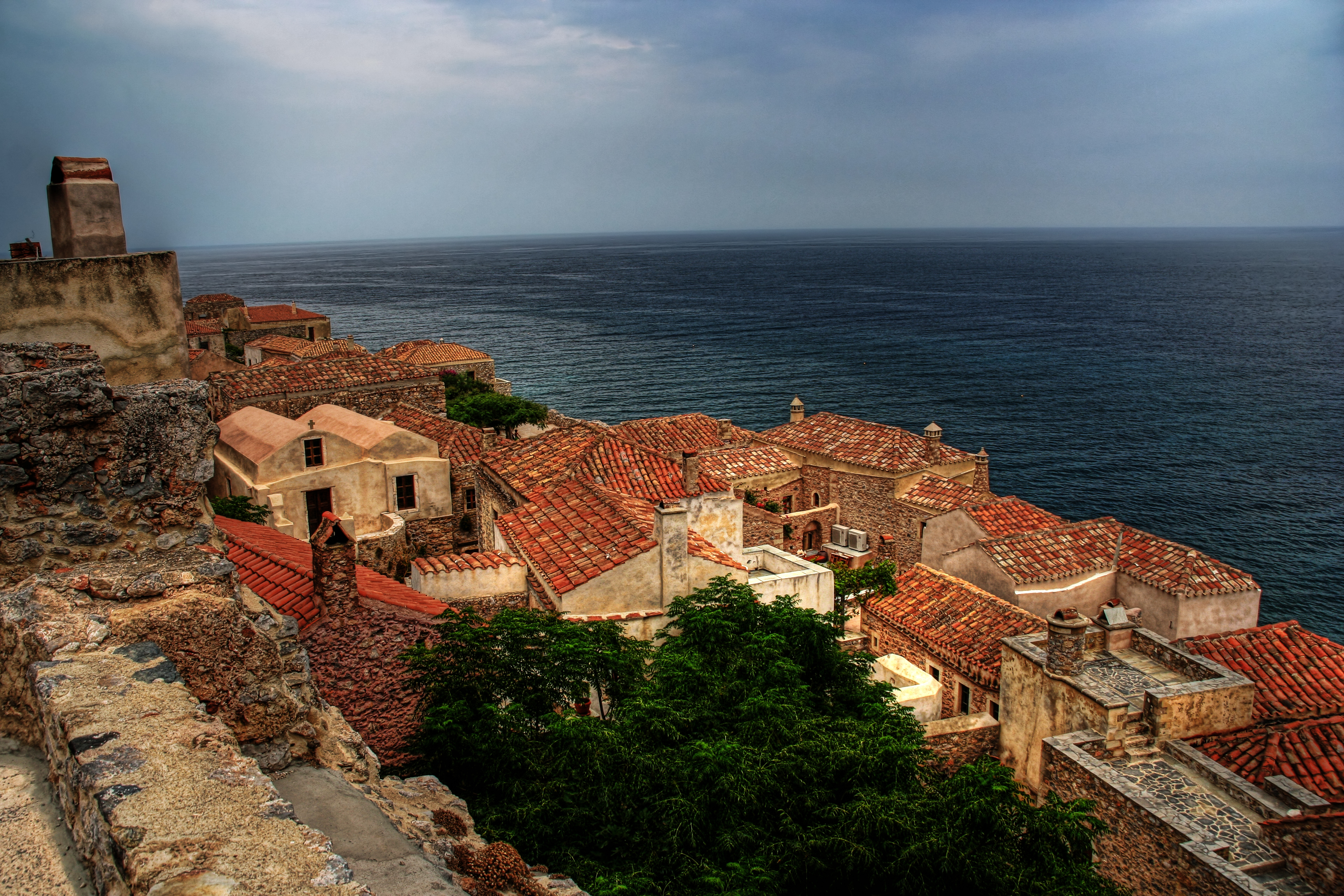